# Moravská nacionální sociální strana

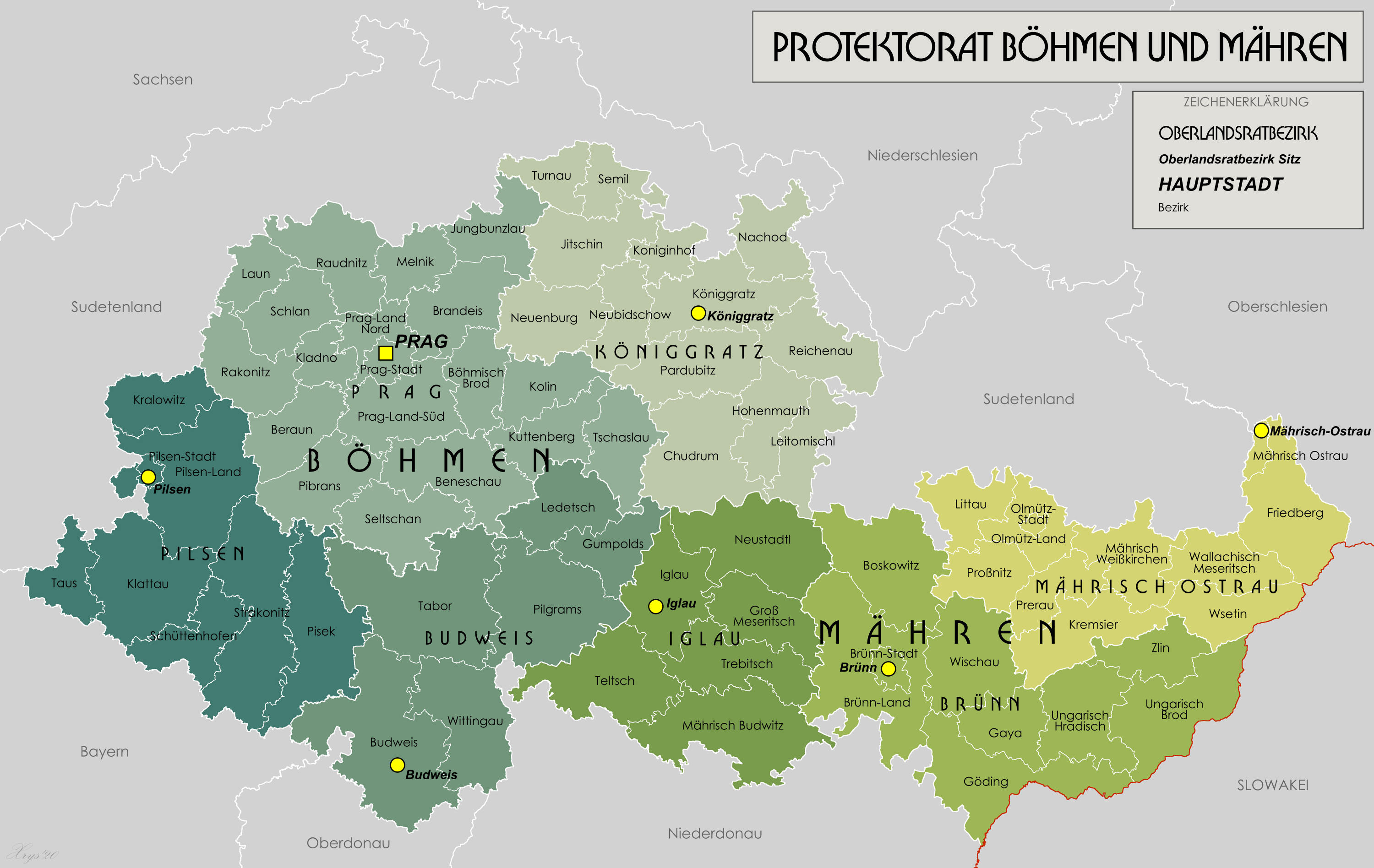
Mapa Protektorátu Čechy a Morava (stav z let 1942–1945)

Moravská nacionální sociální strana byl kolaborantský moravistický subjekt, působící v době Protektorátu Čechy a Morava na Brněnsku a Tišnovsku na jižní Moravě. Měl 150 až 300 registrovaných členů. Po roce 1942 přestal vyvíjet činnost, zanikl na počátku jara 1943. Jeho vůdcem byl Eduard Pitlík.

## Vznik
Moravská nacionální sociální strana vznikla v březnu 1940 přeměnou z uskupení s názvem Zemské vedení moravských fašistů - ZVMF, známého též jako Autonomní složka strany českých fašistů – odbočka Brno. Vůdčí osobností ZVMF byl Josef Miroslav Tichý, zahradník z Tišnova, a Eduard Pitlík, komisař brněnské berní správy. Tichý s Pitlíkem vznik i program ZVMF okamžitě oznámili vedoucímu NSDAP v Brně a byly jim bezplatně poskytnuty tři místnosti v budově spolkového domu nacistické organizace Nationalsozialistisches Kraftfahrerkorps. Ustavující a náborová schůze ZVMF za účasti asi 60 účastníků se konala 10. února 1940.
7. března 1940 byl Tichý zbaven vůdcovství ZVMF pro údajné panslavistické smýšlení a vůdcovství se ujal Pitlík. Pitlíkovou představou bylo vytvořit ze ZVMF moravskou obdobu NSDAP. ZVMF přejmenoval na Moravské národní socialisty a v červnu 1940 definitivně na Moravskou nacionální sociální stranu. Moravská nacionální sociální strana se ostře vymezila vůči Národnímu souručenství, které podle ní bylo „předvojem a nositelem židovské demokracie, plutokracie, židobolševické buržoazie a zpuchřelého intelektualismu“ a žádala jeho zrušení na území Moravy.

## Program a činnost
Strana prohlašovala Moravu za autonomní součást Velkoněmecké říše, hlásila se ke spolupráci s NSDAP, byla antisemitská, jako nejvyššího státního vůdce uznávala Adolfa Hitlera a požadovala zavedení samostatné moravské národnosti namísto české.
Po vzoru NSDAP a jejích oddílů SS a SA strana vytvořila Ochranný sbor (obdoba SA) a Elitní sbor (obdoba SS). Oba sbory měly prosazovat politiku strany, tedy antisemitismus a vypjatý moravský nacionalismus. Jak Ochranný sbor, tak Elitní sbor měly vlastní uniformy – černé jezdecké kalhoty, tmavošedou košili s černou vázankou a červenožlutou páskou na levém rukávu. Proti oběma sborům zasahovala protektorátní policie, protože porušovaly vyhlášku protektorátního ministerstva vnitra o zákazu veřejného nošení stejnokrojů a jejich součástek členy českých spolků, korporací a skupin. (Vůdce strany Pitlík se před soudem neúspěšně hájil, že se na něj vyhláška nevztahuje, neboť je moravské národnosti, a dostal za nošení uniformy Ochranného sboru pokutu 200 korun.) Oba sbory tak existovaly pouze v průběhu roku 1940. Jejich členy byly řádově desítky mužů. Vrchním velitelem obou sborů byl vůdce strany Pitlík.
Většina členů Moravské nacionální sociální strany byla v minulosti trestána. Rekordmanem byl obchodník František Koudelka, trestaný celkem 24krát za podvody.
Význam a nebezpečnost strany nespočívala v tom, že by svou činností ovlivňovala veřejnost, ale v její spolupráci s gestapem. Strana nikdy nedosáhla významu, o kterém její předsednictvo snilo, a její extrémní a kolaborantský program neoslovil potenciální členstvo. Straně nepřála též snaha německých okupantů vytvořit velké a snadno kontrolovatelné organizace na úkor voluntaristických skupinek, složených z obtížně zvladatelných živlů.
Po roce 1942 strana přestala vyvíjet činnost a zanikla na počátku jara 1943.
Josef Miroslav Tichý byl v roce 1946 jako kolaborant a udavač popraven. Eduard Pitlík úspěšně požádal o německé občanství, prodělal vojenský výcvik, nastoupil do německé armády a 8. ledna 1945 padl na východní frontě.